# Гваї Гаанас (національний парк)
Національний парк-заповідник «Гваї Гаанас» (англ. Gwaii Haanas National Park Reserve and Haida Heritage Site), (фр. Réserve de parc national et site du patrimoine haïda de Gwaii Haanas) — національний парк Канади, заснований у 1988 році в провінції Британська Колумбія. У перекладі з мови гайда, Гваї Гаанас означає «острови людей».
Парк площею 1 470 км² розташований на Хайда-Гваї 120 км на захід від міста Принс-Руперт та 770 км на північ від міста Ванкувер. Найбільший острів у парку — Острів Морсбі. Головні острови в парку:
- Острів Лаєл (англ. Lyell Island)
- Острів Бернабі (англ. Burnaby Island)
- Острів Конгіт (англ. Kunghit Island)

Ландшафт парку: 90 % лісів, 9 % альпійських лук та тундри, 1 % озер та боліт. Хребет Сан-Кристобаль, що височіє на острові, досягає висот понад 1 100 м над рівнем моря. Західний бік парку — волога місцевість, середньорічна кількість опадів тут становить 4 м. Дерева в парку: туя велетенська, тсуґа та ялина ситхінська.
Станції наглядачів у парку розташовуються:
- Острів Гакслі (англ. Huxley Island)
- Острів Еллен (англ. Ellen Island)

У 1981 місцевість навколо села гайда «С'Ґанґ Ґваай» у парку стала частиною Світової спадщини ЮНЕСКО. Місцевість Селища гайда в парку включає:
- Таану Лінагаай (англ. T'aanuu Linagaay)
- Гікья Лінагаай (англ. Hik'yah Linagaay)
- Гандель Кьїн Гваай-аай(англ. Gandll K'in Gwaayaay)
- С'Ґанґ Ґваай (англ. S'Gang Gwaay)

## Пропонований статус
У 2004 році урядова агенція Парків Канади подала документи до ЮНЕСКО на включення всієї території національного парку до об'єктів світової спадщини. Ця заявка перебуває на розгляді в ЮНЕСКО.